# Museo del Pulque y las Pulquerías
El Museo del Pulque y las Pulquerías también conocido como MUPYP es un recinto cultural dedicado al pulque como una bebida representativa de la cultura mexicana y que abrió sus puertas el 8 de febrero de 2019, ubicado en el Ex Convento de San Hipólito, junto a la Iglesia Homónima, en el Centro Histórico de la Ciudad de México.

## Fundación
La iniciativa de abrir un espacio dedicado a conocer la cultura pulquera fue de la Asociación Nacional de Pulquerías Tradicionales, integrada por varios dueños de pulcatas tradicionales en la Ciudad y el Estado de México con el objetivo de dar a conocer los orígenes, historia, producción y cultura del pulque en México, pero también los mitos y leyendas que hay sobre él.

## Salas
El MUPYP cuenta con tres salas que te permitirán tener un acercamiento a la historia y a la producción del pulque.
- Sala Resumidero: La sala aborda la historia de la bebida a base de maguey desde la época prehispánica.
- Sala Acocote: En ella se muestran los procesos de producción del pulque y las herramientas que se ocupan para ello.[10]
- Sala Rentoy: Es la sala que muestra las historias y anécdotas de las pulquerías de México.[3]

Además, el museo cuenta con su propia pulquería: Pulquería Panana, en donde se sirve pulque de distintos sabores proveniente de Hidalgo y Tlaxcala junto con alimentos mexicanos tradicionales.

## Eventos
Desde su apertura, el recinto cultural ha sido anfitrión de eventos tales como presentaciones de libros, talleres, pláticas, conferencias, actividades musicales, luchas y concursos.